# Kosice Open 2007
Il Kosice Open 2007 è stato un torneo di tennis facente parte della categoria ATP Challenger Series nell'ambito dell'ATP Challenger Series 2007. Il torneo si è giocato a Košice in Slovacchia dall'11 al 17 giugno 2007 su campi in terra rossa.

## Vincitori

### Singolare
Jérémy Chardy ha battuto in finale  Denis Gremelmayr con il punteggio di 4–6, 7–6(5), 6–4

### Doppio
Filip Polášek /  Lukáš Rosol hanno battuto in finale  Leonardo Azzaro /  Flavio Cipolla con il punteggio di 6–1, 7–6(5)